# Maren Hassinger
Maren Louise Jenkins, dite Maren Hassinger, née en 1947 à Los Angeles, est une artiste et enseignante noire-américaine.
Son œuvre, qui navigue entre la sculpture, la vidéo, la danse, la performance et l'art public, explore la relation entre la nature et l'industrie. Elle inclut des objets du quotidien dans son travail, comme des câbles, des sacs en plastique, des branches, des journaux, des détritus,… Hassinger explique que son travail « se concentre sur des problématiques — sociales et environnementales — que tout le monde partage, et dans lesquels nous avons tous un rôle… Je veux parler de façon humaine et humaniste de notre avenir commun ».
Formée à la danse, Hassinger s'est mise à créer des sculptures et de l'art visuel au lycée. Elle est obtient son MFA en textile à l'UCLA en 1973. Pendant dix ans, elle est directrice émérite de la Rinehart School of Sculpture (en) du Maryland Institute College of Art (en).
Elle vit et travaille à New York.

## Biographie

### Jeunesse
Maren Louise Jenkins naît en 1947 à Los Angeles. Sa mère, Helen Mills Jenkins est éducatrice et policière, son père Carey Kenneth Jenkins est architecte. Devant les compositions florales de sa mère et la table à dessin de son père, la sensibilité artistique de Maren se développe

### Études
En 1965, elle entre au Bennington College pour étudier la danse, qu'elle pratique depuis qu'elle a cinq ans. Elle intègre le département de sculpture, à laquelle elle incorpore des aspects de danse, et obtient un Bachelor of Arts en 1969.
Pendant ses études, Bennington College est une université réservée aux femmes, dont les seuls hommes sont des enseignants. Hassinger pense que l'institution est déconnectée de l'expérience et des envies de nombreuses étudiantes, et rejette certains principes enseignés :

« […] Inspirés par l'approche formaliste de Clement Greenberg, dominante dans le département d'art, les enseignants se concentraient sur la sculpture abstraite en acier, d'inspiration constructiviste. L'autre modèle proposé aux élèves est le Minimalisme, alors prédominant dans le monde de l'art new-yorkais. Si [Hassinger] a rejeté ces stratégies formelles trop strictes, elle en conserve quelques éléments, comme la répétition et la régularité des arrangements, fondements rationnels qu'elle complexifie et de rend sensible. »

— Maureen Megerian, 1996.

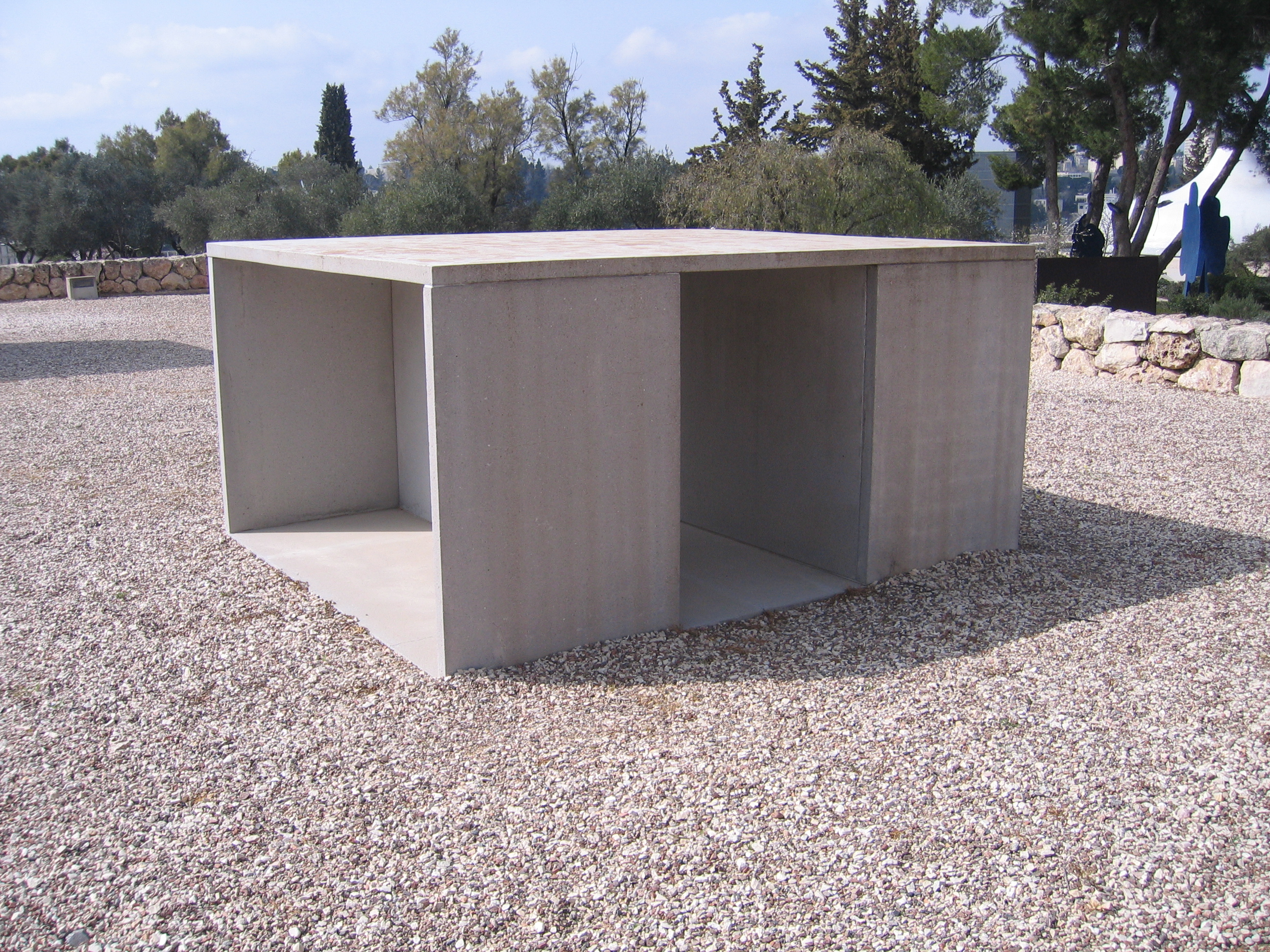
Untitled (1991) de Donald Judd, un des principaux artistes du minimalisme

Après un passage à New York, elle obtient un Master of Fine Arts en textile à l'université de Californie à Los Angeles en 1973. Alors qu'elle est étudiante, elle découvre des câbles dans une décharge de Los Angeles, et ce medium deviendra sa marque de fabrique.

### Carrière
En 1969, elle s'installe à New York où elle suit des cours de dessin et travaille dans une maison d'édition, où elle s'occupe de la représentation des Noirs-Américains, un travail qu'elle juge le poste « exigeant ». Elle épouse l'écrivain Peter Hassinger et retourne vivre à Los Angeles en 1970,.
En 1984-1985, Hassinger est artiste en résidence au Studio Museum de Harlem.
Dans les années 1980, la League of Allied Arts, plus ancienne fondation artistique gérée par des femmes Noires-Américaines de Los Angeles, finance la comédie musicale Ain't Misbehavin, qui rend hommage à des artistes Noirs, dont Maren Hassinger, ainsi qu'à Richmond Barthé, Elizabeth Catlett ou Betye Saar. La pièce est jouée au Aquarius Theatre à Hollywood.

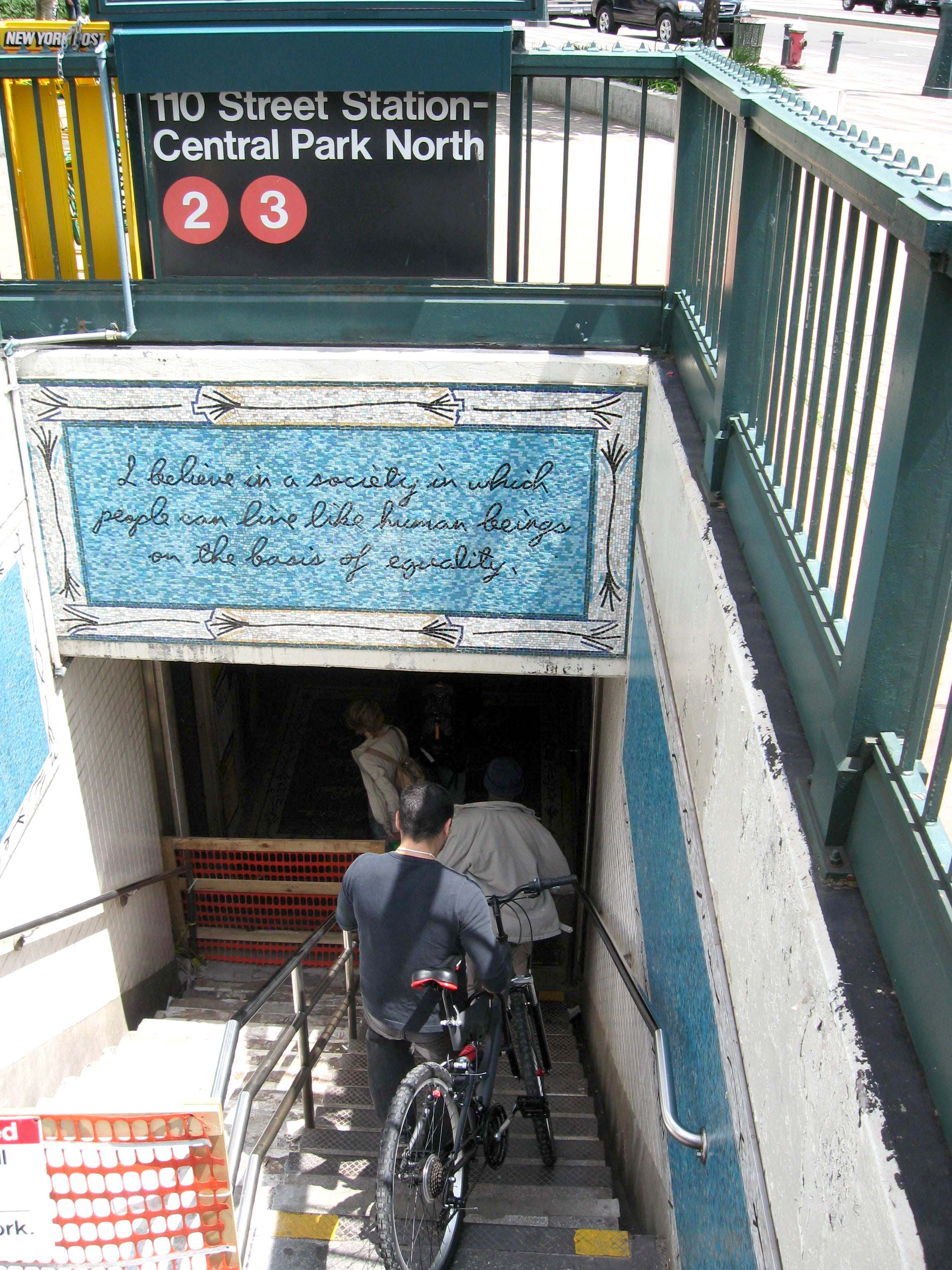
L'entrée de la station de métro Central Park Nord – 110th Street, avec une mosaïque reprenant une citation de Malcolm X.

En 1998, au cours d'une rénovation, on peut voir dans la station de métro Central Park Nord – 110th Street (IRT Lenox Avenue Line) l'œuvre Message from Malcolm, une mosaïque présentant des citations de Malcolm X.
En 2015, le Spelman College Museum of Art à Atlanta lui consacre une grande rétrospective, avec une vingtaine d'œuvres recréées pour l'exposition.
En 2016, elle expose avec sa fille Ava Hassinger à l'Institute of Contemporary Art de Philadelphie.

### Enseignement
De 1997 à 2017, elle est directrice de la Rinehart School of Sculpture (en) au Maryland Institute College of Art (en),,. Elle est enseignante vacataire à l'Université d'État de New York à Stony Brook pendant 5 ans, de 1992 à 1997.

## Œuvre
À travers les différents mediums qu'elle aborde (sculpture, la vidéo, la danse, la performance…), l'œuvre de Maren Hassinger explore les relations entre la nature et l'industrie, d'une façon poétique et critique,. Elle aborde également la précarité des personnes et de la nature, dans un monde inégalitaire et dans lequel les ressources s'épuisent. Par exemple, en 1988 Three Bushes, un assemblage de câbles ressemblant à un buisson, est installé au Socrates Sculpture Park (en), à Astoria à New York. Cette œuvre parle de la persistance de la nature dans la ville, de la relation entre le manufacturé et le naturel.
Le travail d'Hassinger a été décrit comme « écologique » mais ce n'est pas quelque chose qu'elle revendique. Elle vise plutôt à avoir un point de vue humaniste sur la société et sur les biens communs. Elle a également abordé les thèmes de l'égalité, notamment dans Love (2005-2010), un arrangement de centaines de sacs en plastique rose, chacun contenant un mot d'amour. Cette pièce est représentative de sa façon de se servir d'objet ordinaires pour parler de beauté et de la société.
On trouve de nombreux objets du quotidien dans son travail : câbles, sacs en plastique, branches, pages de journal, détritus,. Maren Hassinger commence ses expérimentations artistiques au début des années 1970 dans une décharge de Los Angeles, où elle trouve des tas de câble industriel : elle imagine que ces câbles, dont les fibres évoquent des plantes, peuvent être utilisés dans des sculptures. Ces câbles deviendront sa marque de fabrique.
Hassinger utilise les mouvements du quotidien dans ses danses, et des mouvements de danse dans ses installation, comme dans Leaning (1980), une sculpture en câbles qui semble en mouvement

### Influences
Dans ses influences, Hassinger cite l'écrivain Walker Percy, dont plusieurs romans évoquent le la vie dans un monde moderne qui exclut la nature. Le travail d'Eva Hesse, découvert en 1973 dans une exposition au Pasadena Museum of Art, est également important pour Hassinger, pour son exploration obsessive des formes et techniques, et pour sa manière d'émouvoir à travers le travail de la fibre.

« C'était comme si je regardais la manifestation de l'esprit de quelqu'un… ça m'a pris dans les tripes, une expérience déchirante… comme si la sculpture se faisait chair… plus tard, quand j'ai commencé à lire sur [Eva Hesse], c'était comme si elle avait réussi d'une manière ou d'une autre à mettre toute la vérité émotionnelle de sa vie dans cette pièce, et c'est ce que ça renvoyait… C'était une expression totale et véritable de la vie. »

— Maren Hassinger

### Collaboration avec Senga Nengudi

Senga Nengudi.

Au début des années 1970, elle commence à travailler avec Senga Nengudi. Leur collaboration est considéré comme avantgardiste dans sa façon de mêler « sculpture, danse, théâtre, musique, entre autres mediums, avec un approche collaborative et politique, et dans l'esprit des happenings d'Allan Kaprow »,.
Il reste peu de traces de ces travaux des années 1970. Hassinger et Nengudi continuent de collaborer : en 2014, Hassinger a « activé » R.S.V.P.X, une sculpture de Nengudi, en exécutant une danse lente avec la sculpture.

### Vidéos
À travers ses vidéos, Hassinger explore les interactions familiales et l'histoire de sa propre famille, et s'attaque au thème de l'identité. Elle a fait une vidéo avec sa fille, Ava Hassinger, également artiste, dans laquelle elles improvisent une danse ensemble (Matriarch, 2016).

## Prix et récompenses
Maren Hassinger a reçu plusieurs prix et bourses de la  Fondation Pollock-Krasner (en) ou de la Fondation Gottlieb (en).
- 1996 : bourse de la Fondation Joan Mitchell[21]
- 1997 : Prix Anonymous Was A Woman
- 2009 : Women's Caucus for Art Lifetime Achievement Award (en)
- 2012 : bourse de la Fondation Louis Comfort Tiffany (en)[22]